# Glanes
Glanes település Franciaországban, Lot megyében. Lakosainak száma 296 fő (2022. január 1.). Glanes Biars-sur-Cère, Bretenoux, Cornac és Gagnac-sur-Cère községekkel határos.

## Népesség
A település népességének változása:
| Lakosok száma | 174  | 200  | 216  | 295  | 298  | 304  | 308  | 301  | 297  | 296  |
|               | 1968 | 1982 | 1990 | 2006 | 2013 | 2015 | 2017 | 2019 | 2020 | 2022 |